# تل سلطانی
تل سلطانی مربوط به دوره ساسانیان است و در شهرستان مرودشت، بخش مرکزی، دهستان نقش رستم، بعد از روستای امیدیه، سمت چپ جاده واقع شده و این اثر در تاریخ ۳۰ بهمن ۱۳۸۶ با شمارهٔ ثبت ۲۰۹۱۴ به‌عنوان یکی از آثار ملی ایران به ثبت رسیده است.